# Bard College Berlin
Bard College Berlin, A Liberal Arts University (cunoscută anterior ca ECLA, "European College of Liberal Arts") este o universitate privată din Berlin, Germania. Această instituție a fost fondată în 1999 ca o asociație non-profit, sub conducerea lui Stephan Gutzeit. Primul decan a fost Erika Anita Kiss. Începând cu 2003 Peter Hajnal și Thomas Norgaard au fost responsabili de crearea unei programe de studiu. Instituția a funcționat inițial ca școală de vară, cu un program de șase săptămâni numit International Summer University. Acestui program i s-au adăugat ulterior încă două, care se desfășoară pe parcursul unui an: Academic Year și Project Year. În octombrie 2009 a fost inaugurată o licență de patru ani: "BA in Humanities, the Arts, and Social Thought". În noiembrie 2011, ECLA a devenit parte din Bard College, New York, SUA, iar numele instituției s-a schimbat în Bard College Berlin, A Liberal Arts University. Un al doilea program de studii de licență de patru ani, "BA in Economics, Politics and Social Thought", a fost introdus începând cu toamna anului 2014.
Contrar normelor de funcționare ale instituțiilor dedicate învățământului superior, Bard College Berlin nu are departamente sau catedre și programa de studiu este dedicată în totalitate studiilor multidisciplinare. Bard College Berlin este una dintre puținele instituții europene cu modelul educațional de arte liberale. Atât studenții cât și profesorii vin din toate părțile lumii și engleza este limba de lucru.  

## Studii

### Programe academice

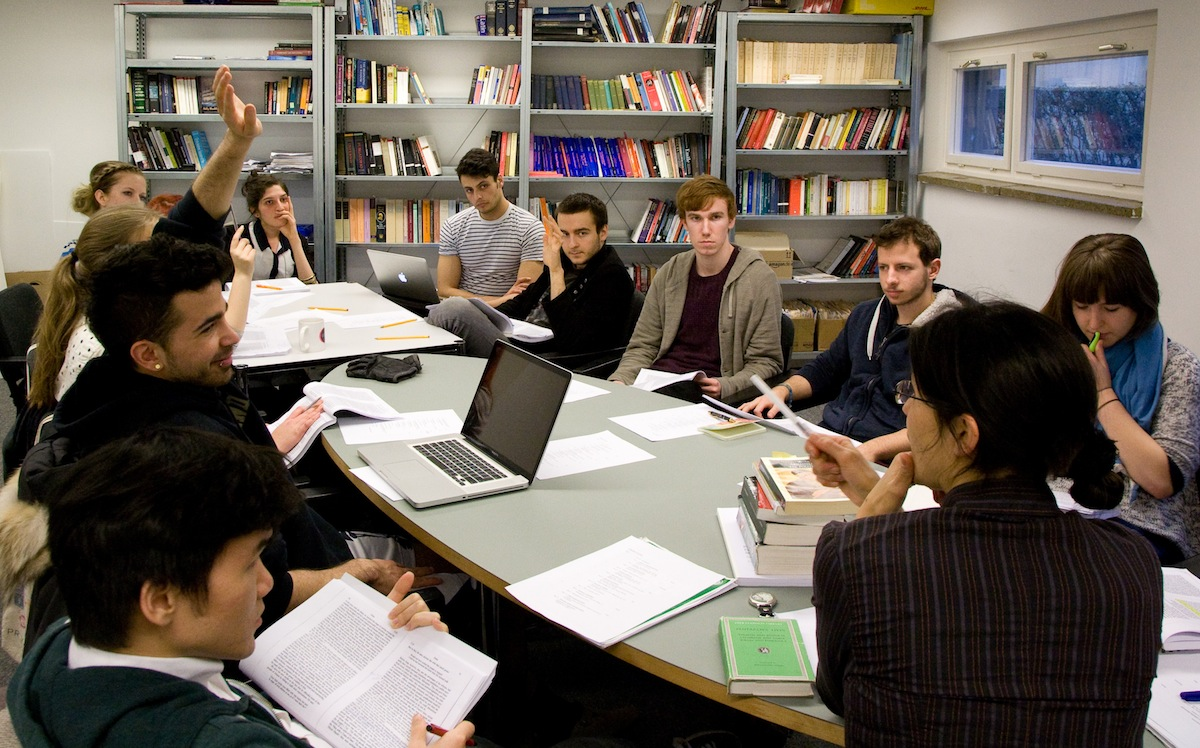
Seminar la Bard College Berlin

Bard College Berlin oferă următoarele programe de studii:
- B.A. in Humanities, the Arts and Social Thought (4 ani)
- B.A. in Economics, Politics and Social Thought (4 ani)
- Academy Year (1 an)
- Engagement Year (1 an)
- Project Year (1 an)
- Arts and Society in Berlin (program de schimb de un semestru)
- Begin in Berlin (program de schimb de un semestru)
- LAB Berlin (program de schimb de un semestru)

Acreditare
În februarie 2011 Bard College Berlin a fost recunoscută statal ca universitate privată de către Senatsverwaltung für Bildung, Wissenschaft und Forschung des Landes Berlin. Dreptul de a acorda gradul BA a fost conferit de agenția germană de acreditare ACQUIN în 2013 pentru programul Humanities, the Arts and Social Thought, respectiv în 2015 pentru programul Economics, Politics, and Social Thought. Studenții au posibilitatea de a primi atât un grad BA recunoscut în Germania, cât și un grad BA american din partea Bard College din New York.

### Corp profesoral și colaborări
Bard College Berlin este locul de întâlnire al profesorilor dedicați studiului în varii domenii relevante pentru studiul artelor liberale. Principalul câmp de interes îl reprezintă științele umaniste, în special filozofia, literatura, teoria politică și istoria artelor, dar și biologia, economia, istoria, matematica, muzicologia, sociologia sau teologia. Membrii corpului profesoral sunt selectionați în funcție de meritele academice dar și luând în considerare capacitatea lor de a se integra într-un proiect dedicat problematicilor studiului valorilor, o practică ce pune la încercare separarea pe departamente a unei instituții de învățământ. 
În afară de membrii permanenți ai corpului profesoral, studenții au ocazia să cunoască și să asiste la cursurile și seminariile profesorilor invitați. Printre ei s-au numărat și: Horst Bredekamp (Humboldt), Terrell Carver (Bristol), Lynn Catterson (Columbia), David Colander (Middlebury), Lorraine Daston (Max Planck Institute, Berlin), Hans Fink (Århus), Rivka Galchen (autor Atmospheric Disturbances), Edith Hall si Stephen Halliwell (St Andrews), Stephen Houlgate (Warwick), Ira Katznelson (Columbia), Sabina Lovibond (Oxford), Stephen Maurer (Swarthmore), Heinrich Meier (Munich), Glen Most (Chicago), Stephen Mulhall (Oxford), Stephanie Nelson (Boston), Susan Neiman (Einstein Forum, Berlin), Anthony Price (Birkbeck), Christoff Rapp (Humboldt), Martin Ruehl (Cambridge), Roger Scruton (Oxford and Washington).